# Ratpenat pilós de Flores
El ratpenat pilós de Flores (Kerivoula flora) és una espècie de ratpenat de la família dels vespertiliònids. Viu a Indonèsia i Malàisia. Es tracta d'un animal insectívor.